# Conveni duaner de Londres
Amb el títol oficial de Conveni duaner Països Baixos-Bèlgica-Luxemburg, el Conveni duaner de Londres va ser el tractat que va establir la Unió Duanera del Benelux el 5 de setembre de 1944. La paraula "Benelux" prové de l'acrònim dels noms dels països, Belgium, Netherlands, i Luxembourg.

## Fons
Després de la Primera Guerra Mundial, el 1921 es va formar la Unió Econòmica entre Bèlgica i Luxemburg, establint una paritat fixa entre el franc belga i el franc luxemburguès, que només es va revisar el 1935 i el 1944. L'èxit d'aquesta unió va inspirar els governs de Bèlgica, Luxemburg i els Països Baixos, tots exiliats de la Segona Guerra Mundial el 1944, per reunir-se a Londres i crear la Unió Duanera del Benelux més gran. Ratificat a La Haia el 1947, el Conveni de Duanes de Londres va entrar en vigor el 1948 i va durar fins al 1960, quan va ser substituït per la Unió Econòmica del Benelux, més forta, signat a La Haia el 1958. A més d'iniciar el Parlament del Benelux el 1955, els països del Benelux van fundar la Comunitat Europea del Carbó i l'Acer amb França, Itàlia i Alemanya Occidental, presagiant la moderna Unió Europea.